# El Mercurio
El Mercurio è un importante quotidiano cileno di stampo conservatore che esce in due edizioni, quella di Santiago e quella di Valparaíso.

## Storia
La prima edizione, fondata da Agustín Edwards Mac-Clure nel 1900, ha sede a Santiago del Cile. L'edizione di Valparaíso è ancora più antica, fondata il 12 settembre 1827 da Pedro Félix Vicuña ne fa il quotidiano più antico di lingua spagnola.
La linea editoriale de El Mercurio, fin dalle sue origini, si è caratterizzata di tendenza politica conservatrice. Nei primi anni settanta fu manifesto di una ferrea opposizione alla candidatura presidenziale di Salvador Allende e, in seguito, al suo governo, anche grazie ai finanziamenti ricevuti dal governo statunitense.
Nel numero pubblicato il 7 novembre 1974 appare una vignetta sarcastica sulle circostanze dell'omicidio della studentessa Lumi Videla. Il periodico la rappresenta come una donna-cannone che viene proiettata all'interno del cortile dell'ambasciata italiana, ridicolizzando le prime ipotesi (poi rivelatesi vere) sulla responsabilità del regime di Augusto Pinochet.